# クロノマギア
『クロノマギア』（CHRONO MA:GIA）はガンホー・オンライン・エンターテイメントより配信されていたスマートフォン用ゲームアプリ。略称は『クロマギ』。2018年4月10日に正式サービスが開始された。基本プレイ無料（アイテム課金制）。キャッチコピーは「目覚めよ、勝利の神よ。歯車で加速するカードゲーム、誕生。」。
2020年11月30日をもってサービスを終了した。

## 概要
『パズル&ドラゴンズ』のプロデューサーである山本大介の手掛ける本格対戦型カードゲーム。『パズル&ドラゴンズ』の発売より約6年ぶりに発表された完全新作となっている。
そのため『パズル&ドラゴンズ』との関連性は強く、ゲーム内で「パズル&ドラゴンズパック」が実装された他「時龍契士・ミル」が能力者として登場した。
また『パズル&ドラゴンズ』ではガンホーコラボにおいて『クロノマギア』の能力者の多くが登場している。

## ゲームシステム
プレイヤーは「能力者」と呼ばれるキャラクターを操作して戦うことになる。「能力者」にはそれぞれ固有の「マギアスキル」がありそれらを駆使して勝利を目指す。また能力者ごとに「ライフ」「防御力「初期MP（マギアポイント）」「MP回復量」が異なる。
使用されるカードは場に残り戦闘を行う「クリーチャー」と即時発動する効果を持ち使用後は墓地に送られる「マジック」に分類される。「クリーチャー」は種族とスートから成る「タイプ」を持つ。「クリーチャー」は場に3枚まで存在することができ、通常手札から出す場合には裏向きに「セット」される。そして次ターンを迎えた時に「サモン」され行動可能となる。
デッキ枚数は20枚固定であり、これは一般的なTCG（トレーディングカードゲーム）やDCG（デジタルカードゲーム）と比較すると少なめである。そのため特定のカードをドローする確率が高く運要素に左右されにくいのも本作の特徴の一つである。

### MP（マギアポイント）
「MP」は『クロノマギア』の世界におけるエネルギーのようなものである。このエネルギーを使って能力者は「クリーチャー」を召喚したり、「マジック」や「マギアスキル」を発動したりする。
「MP」は自ターンのスタートに一定量回復するだけでなく、自身の「ライフ」が減少したときにも同値を得ることができる。そのため攻撃を受けた側が反撃しやすく一方的なゲーム展開になりにくくなっている。

### マギアスキル
「マギアスキル」は各能力者に固有であり、それぞれの必要とする「タイプ」が自身の場に揃っている時にのみ発動することができる。このマギアスキルは3段階あり、それぞれ異なる3種類から選択することができるため3×3×3=27通りの組み合わせから選ぶことになる。これによりデッキの構築に多様性が生まれ、よりゲーム性が奥深いものとなっている。

## 登場する能力者
- 神道花梨（CV:花守ゆみり[5]　 Illus.:日野慎之助[5]）

- ゼータ（CV:柿原徹也[5]　 Illus.:日野慎之助[5]）

- エレナ・ブリリアント（CV:佐倉綾音[5]　 Illus.:日野慎之助[5]）

- ライザー（CV:利根健太朗[5]　 Illus.:NINNIN[5]）

- 時龍契士ミル（CV:諸星すみれ[5]　 Illus.:日野慎之助[5]）

- 如月ナイト（CV:斉藤壮馬[5]　 Illus.:NINNIN[5]）

- リーリア（CV:内田秀[5]　 Illus.:日野慎之助[5]）

- 四季神葵（CV:高橋広樹[5]　 Illus.:日野慎之助[5]）

- 神道ほのか（CV:藤井ゆきよ[5]　 Illus.:日野慎之助[5]）

- レオ・ブルームフィールド（CV:村瀬歩[5]　 Illus.:安達洋介[5]）

- ルルナ（CV:森永千才[5]　 Illus.:安達洋介[5]）

- サリー（CV:大原さやか[5]　 Illus.:NINNIN[5]）

- マリウス・ファウスト（CV:海江田航平[5]　 Illus.:NINNIN[5]）

- デュランダルフ（CV:チョー[5]　 Illus.:日野慎之助[5]）

- ガメイラ（CV:高乃麗[5]　 Illus.:NINNIN[5]）

- オメガ（CV:佐々木望[5]　 Illus.:日野慎之助[5]）

## 漫画
コミカライズ『クロノマギア 時の召喚者と白刃の花嫁』が2018年4月18日発売の『週刊少年サンデー』（小学館）21号より同年29号まで連載。漫画は土星フジコが担当。その後、同年10月31日発売の同誌49号より2019年40号まで、コミカライズ『クロノマギア ∞の歯車』を連載。原作を河本ほむらとその弟の武野光が務め、作画を東毅が担当した同作は、Webマンガサイトと『サンデーうぇぶり』（同）でも連載された。単行本第1巻と第2巻には青山剛昌がデザインした「名探偵シェリング・フォード」のカードとスキンが特典として付属されている。
- ガンホーオンラインエンターテイメント（原作・監修）・土星フジコ『クロノマギア 時の召喚者と白刃の花嫁』小学館〈少年サンデーコミックス〉、2018年9月18日発売[9]、ISBN 978-4-09-128389-4
- ガンホーオンラインエンターテイメント（原作）・河本ほむら（ストーリー原作）・武野光（ストーリー原作）・東毅（作画）『クロノマギア ∞の歯車』小学館〈少年サンデーコミックス〉、全5巻
  1. 2019年4月18日発売[8]、ISBN 978-4-09-129146-2
  2. 2019年4月18日発売[8]、ISBN 978-4-09-129147-9
  3. 2019年7月18日発売[10]、ISBN 978-4-09-129308-4
  4. 2019年10月18日発売[11]、ISBN 978-4-09-129435-7
  5. 2019年11月18日発売[12]、ISBN 978-4-09-129522-4